# Classe Mowj
La classe Mowj, alternativamente indicata anche con la grafia classe Mowaj o classe Moudge, è una classe di unità da guerra della Marina militare della Repubblica islamica dell'Iran, la cui prima unità è entrata in servizio nel 2010; indicate ufficialmente dal governo iraniano come cacciatorpediniere, per le loro dimensioni e caratteristiche sono classificate dagli analisti internazionali più come piccole fregate, come corvette o come cacciatorpediniere scorta. Versione modificata delle precedenti fregate classe Alvand, le Mowj rappresentano le più grandi unità da combattimento di superficie mai costruite nei cantieri iraniani.
Al 2015 risultano completate e operative due unità (Jamaran e Damavand), con una terza (Sahand) in fase di allestimento; altre quattro unità risultano ancora in costruzione.

## Caratteristiche
La progettazione delle unità della classe Mowj (parola in lingua persiana per "onda") fu annunciata ufficialmente dal governo iraniano nel gennaio 2003, con il varo della prima unità inizialmente previsto per il 2005 ma poi slittato al febbraio 2007.

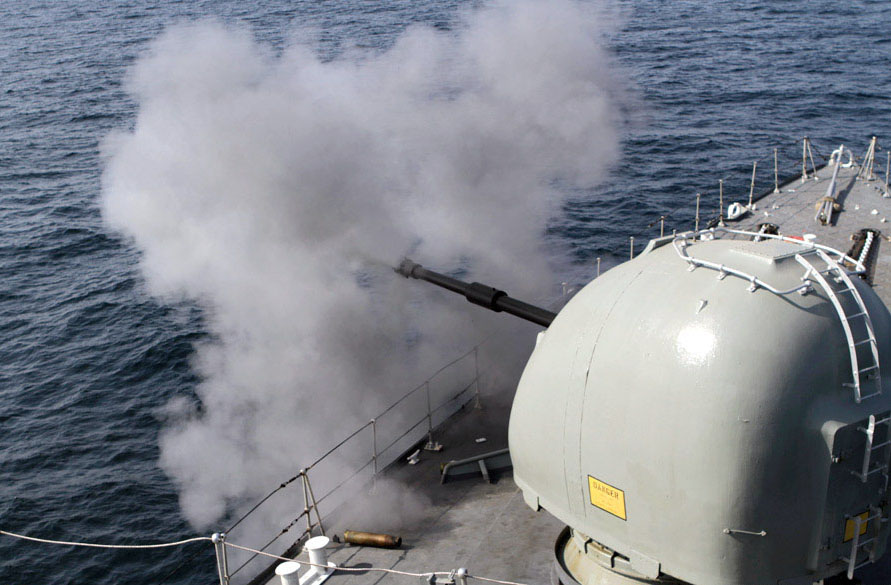
Il cannone Fajr-27 della Jamaran durante un'esercitazione di fuoco

Lo scafo delle Mowj misura 94 metri in lunghezza e 10 metri in larghezza, con un pescaggio di 3,1 metri e un dislocamento di 1.420 tonnellate. Le sovrastrutture, prive di particolari soluzioni per la riduzione della segnatura radar, comprendono un blocco plancia rialzato, due alberi per i sensori (un radar di scoperta aerea e di superficie e un radar di controllo del fuoco) e un unico fumaiolo spostato verso poppa; le Mowj sono le prime unità della Marina militare iraniana a disporre di un ponte di volo per elicotteri, collocato all'estrema poppa per ospitare un elicottero medio (generalmente un Bell 212 o un Bell 214), anche se non è presente un hangar per il suo ricovero.
Il sistema propulsivo si basa su due motori diesel per una potenza complessiva di 10.000 hp e una velocità massima di 30 nodi. L'apparato di sensori comprende un radar Plessey AWS-1 di scoperta aerea e di superficie a lungo raggio, un radar di controllo del fuoco e due radar di navigazione; l'equipaggio imbarcato ammonta a 120-140 uomini.
L'armamento di artiglieria comprende un cannone Fajr-27 da 76 mm a doppio impiego antiaereo-antinave (copia iraniana del cannone Otobreda 76/62 italiano) sistemato in una torre a prua, un cannone automatico Fath-40 da 40 mm (copia del Bofors L/70 britannico) all'estrema poppa della sovrastruttura con funzione antiaerea, e due mitragliere da 20 mm Oerlikon per la difesa di punto. I sistemi missilistici comprendono quattro lanciatori per missili antinave Noor (versione iraniana del cinese C-802) collocati a centro nave tra i due alberi, e quattro lanciatori per missili antiaerei Fajr (copia iraniana del RIM-66 Standard statunitense ottenuta per ingegneria inversa) collocati sul ponte principale vicino alla piattaforma dell'elicottero; dalla seconda unità i Noor sono stati sostituiti con il più moderno sistema Qader di origine iraniana. Completano l'armamento due impianti tripli di tubi lanciasiluri da 324 mm in funzione anti-sommergibile.

## Unità
| Nome     | Impostazione | Cantiere        | Varo          | Entrata in servizio | Status             |
| -------- | ------------ | --------------- | ------------- | ------------------- | ------------------ |
| Jamaran  | 2006         | Bandar Abbas    | febbraio 2007 | febbraio 2010       | in servizio attivo |
| Damavand | 2007         | Bandar-e-Anzali | marzo 2013    | marzo 2015          | in servizio attivo |
| Sahand   | -            | Bandar Abbas    | novembre 2012 | -                   | in allestimento    |